# Michael Timme
Michael Timme (* 1971 in Vechta) ist ein deutscher Jurist und Hochschullehrer an der FH Aachen sowie Richter am Landgericht Aachen.

## Leben
Michael Timme wurde 1971 in Vechta (Niedersachsen) geboren. Er besuchte das Gymnasium Lohne, studierte Rechtswissenschaften an der Universität Osnabrück und wurde mit der Dissertation „Die juristische Bewältigung eines ökonomischen Netzwerkgutes – Epidemieprävention in Rechtsgeschichte und Gegenwart“ zum Dr. iur. promoviert. Für seine studentischen Leistungen wurde er mit dem Förderpreis der Universität Osnabrück ausgezeichnet. Timme war an den Universitäten Osnabrück, Kiel sowie am Max-Planck-Institut zur Erforschung von Gemeinschaftsgütern in Bonn wissenschaftlich tätig. Im Anschluss an das Referendariat folgte eine mehrjährige Tätigkeit als Rechtsanwalt in Dinklage. Timme ist seit 2004 Professor für Bürgerliches Recht, Handels- und Wirtschaftsrecht in Aachen, Richter am Landgericht Aachen sowie Mitglied des Justizprüfungsamtes beim Oberlandesgericht Köln.

## Schriften
Timme ist Autor von rund 80 wissenschaftlichen Publikationen, darunter:
- Die juristische Bewältigung des ökonomischen Netzwerkgutes: Epidemieprävention in Rechtsgeschichte und Gegenwart. Nomos, Baden-Baden 2002 (Dissertation, Universität Osnabrück, 1999).
- Kommentierung von §§ 24–27 GWB in: Günter Hirsch, Franz-Jürgen Säcker und Frank Montag (Hrsg.): Münchener Kommentar zum Europäischen und Deutschen Wettbewerbsrecht (Kartellrecht). Band 2: Gesetz gegen Wettbewerbsbeschränkungen (GWB). Beck, München 2008.
- Kommentierung von §§ 705–740 BGB in: Gottfried Baumgärtel, Hans-Willi Laumen, Hanns Prütting (Hrsg.): Handbuch der Beweislast. Bürgerliches Gesetzbuch. Besonderer Teil. 2. §§ 611–811. 3. Auflage. Heymann, Köln 2009.
- (Hrsg.) Wohnungseigentumsgesetz: Gesetz über das Wohnungseigentum und das Dauerwohnrecht. Kommentar. Beck, München 2010; 2. Auflage 2014.
- BGB: Crashkurs. Der sichere Weg durch die Prüfung. Beck, München 2010; 2. Auflage 2012.
- Erlass und Verzicht im Zivil- und Wirtschaftsrecht. Kovač, Hamburg 2011.
- HGB: Crashkurs. Der sichere Weg durch die Prüfung. Beck, München 2012.